# Nissan Murano
Le Nissan Murano est un SUV fabriqué en trois générations depuis 2002 par le constructeur automobile japonais Nissan.
Le Murano est renouvelé en 2007 (Murano II), puis en 2014 avec une troisième génération.

## 1regénération(2002 - 2007)
La première génération de Murano est produite de mai 2002 à octobre 2007. Il est lancé en Europe à l'occasion du Salon de l'automobile de Genève 2004.

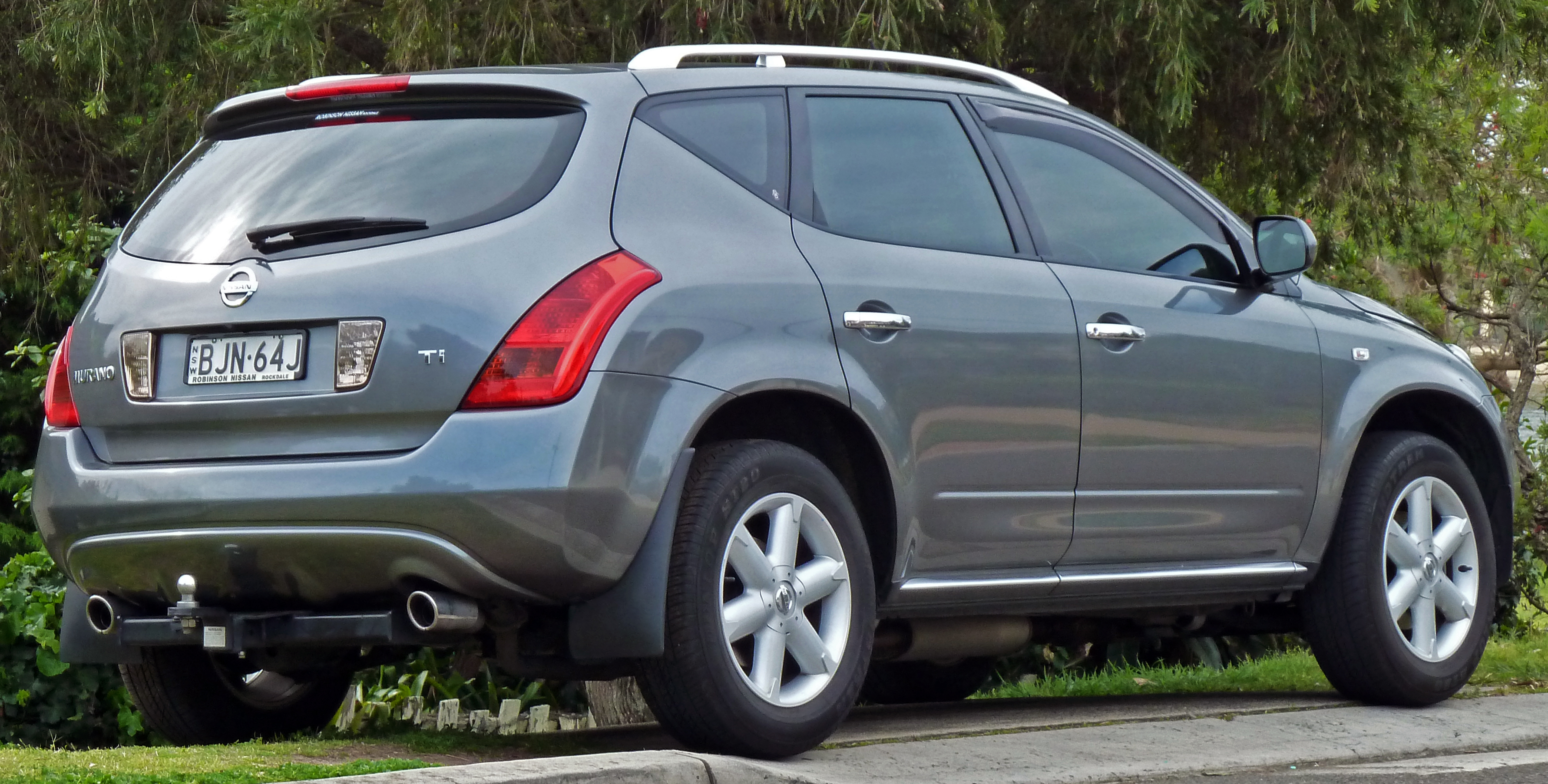
Nissan Murano I

### Taille des pneumatiques
225 65 R18 103H ou 235 65 R18 106 H

## 2egénération(2007 - 2014)
La seconde génération est présentée à l'occasion du salon de l'automobile de Los Angeles 2007. Elle entre en vente aux États-Unis en janvier 2008.

### Motorisation
|                                       | 3.5                              | 2.5 dCi                                                         |
| ------------------------------------- | -------------------------------- | --------------------------------------------------------------- |
| Disponibilité                         | depuis 01/2016                   | depuis 01/2016                                                  |
| Code moteur                           | VQ35DE                           | YD25DDTi                                                        |
| Caractéristiques                      |                                  |                                                                 |
| Type de moteur                        | V6 essence                       | L4 diesel                                                       |
| Alimentation                          | Atmosphérique, injection directe | Turbo à géométrie variable et injection directe à rampe commune |
| Cylindrée                             | 3 498 cm3                        | 2 488 cm3                                                       |
| Puissance maximale                    | 198 kW (265 ch) à 6 000 tr/min   | 140 kW (190 ch) à 4 000 tr/min                                  |
| Couple maximal                        | 334 N m à 4 400 tr/min           | 450 N m à 2 000 tr/min                                          |
| Transmission                          |                                  |                                                                 |
| Transmission, série                   | Intégrale                        | Intégrale                                                       |
| Boîte de vitesses, série              | CVT                              | Automatique 6 rapports                                          |
| Mesures                               |                                  |                                                                 |
| Vitesse maximale                      | 210 km/h                         | 196 km/h                                                        |
| Accélération 0–100 km/h               | 8,0 s                            | 10,5 s                                                          |
| Consommation par 100 km (cycle mixte) | 10,9 l, SP95                     | 8,0 l, diesel                                                   |
| Émissions de CO2 (cycle mixte)        | 261 g/km                         | 210 g/km                                                        |
| Norme d'émission                      | Euro 6                           | Euro 6                                                          |
| Capacité du réservoir                 | 82 litres                        | 82 litres                                                       |

Le Nissan Murano est muni d'un moteur à essence de 3,5 litres qui développe 260 chevaux à 6 000 tours par minute. Il consomme environ 12 litres aux 100 kilomètres.

### Sécurité
Le Nissan Murano possède les freins ABS, l'antipatinage, la répartition électronique de force de freinage, l'assistance au freinage et le contrôle de stabilité électronique. Il possède aussi six coussins gonflables (les frontaux, les latéraux et les rideaux latéraux).

### Transmission
Le Nissan Murano est doté d'une transmission automatique à variation continue avec mode manuel.

### Direction
Le Nissan Murano possède une direction à pignon et crémaillère et une direction assistée.

### Ventes au Canada en 2009
En 2009, Nissan a vendu 3 691 Murano au Canada.

### Grandeur de pneus
Le Nissan Murano a deux différentes grandeurs de pneus. La première est de 18 pouces (P225/65R18) et la deuxième est de 20 pouces (P235/55R20) uniquement en 20" pour la France depuis 2011 (18" auparavant).

### Caractéristiques
- Diamètre de braquage : 11.80 mètres
- Réservoir de carburant : 82 litres
- Capacité de remorquage : 1 588 kg

### Cross Cabriolet

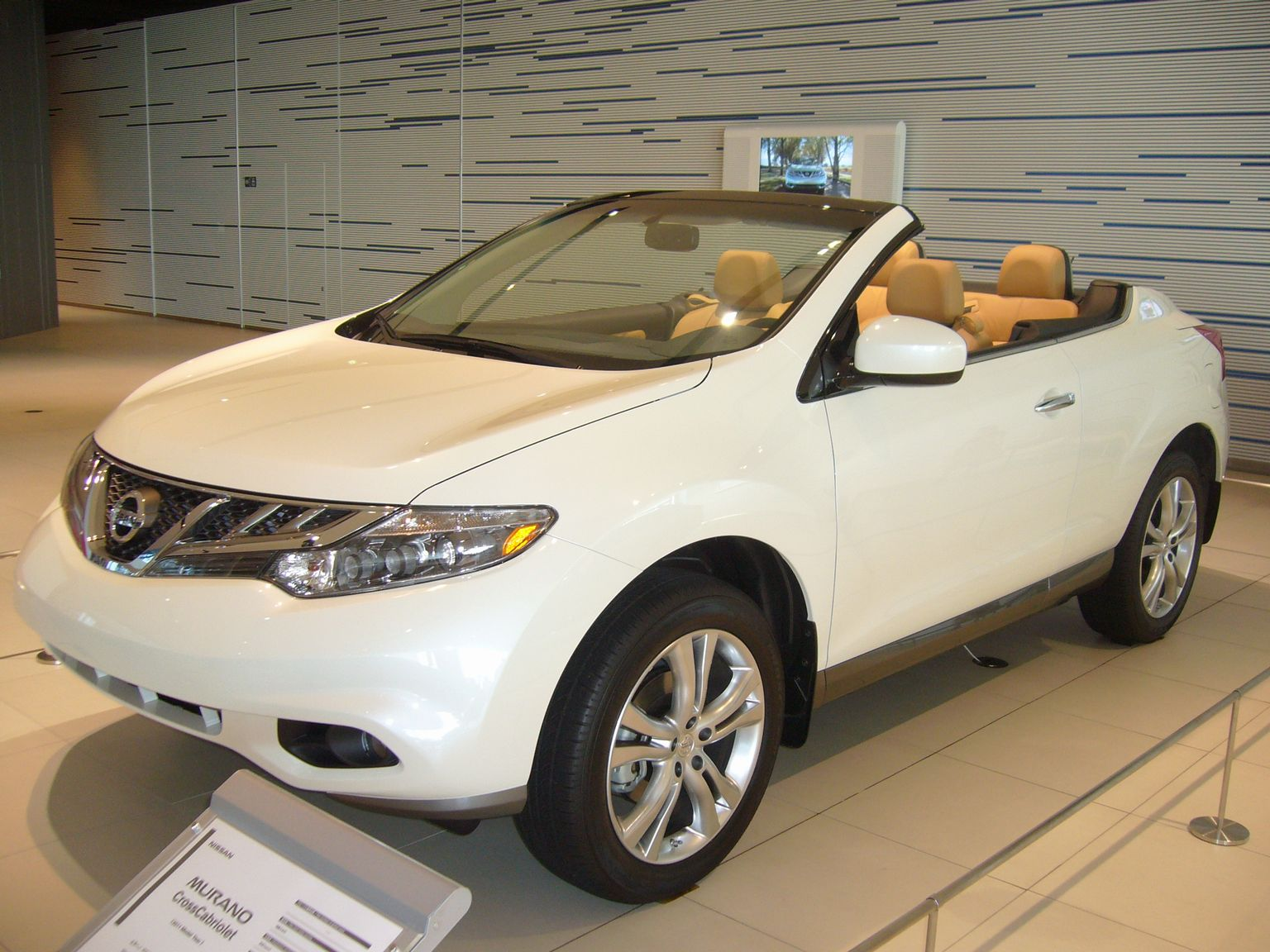

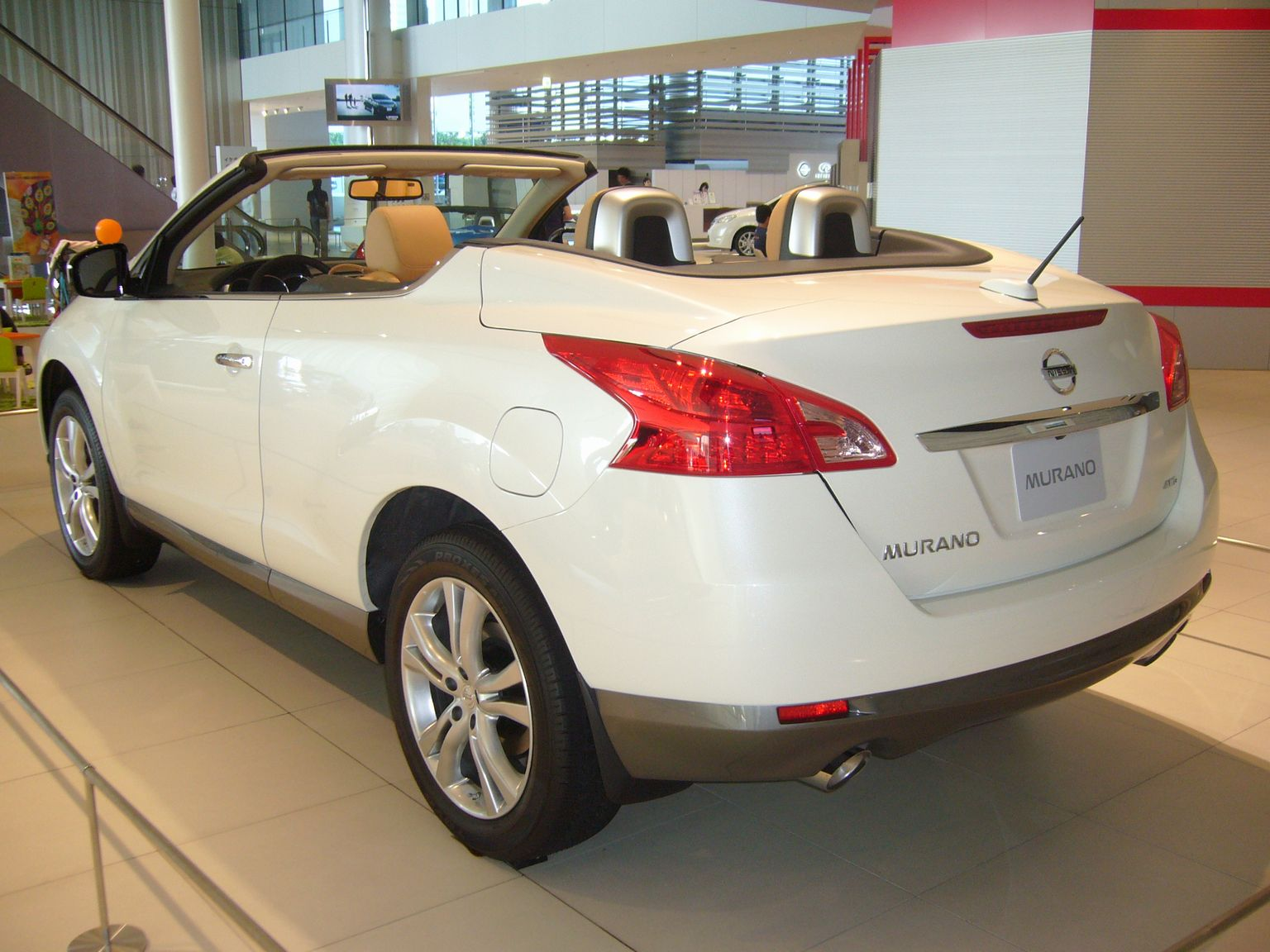

Le Nissan Murano Cross Cabriolet a été présenté pour la première fois lors du Salon de Los Angeles de 2010. Il profite d'un V6 de 3.5 litres qui développe 265 ch. Il n'est pas commercialisé en Europe.

### Restylage de 2011

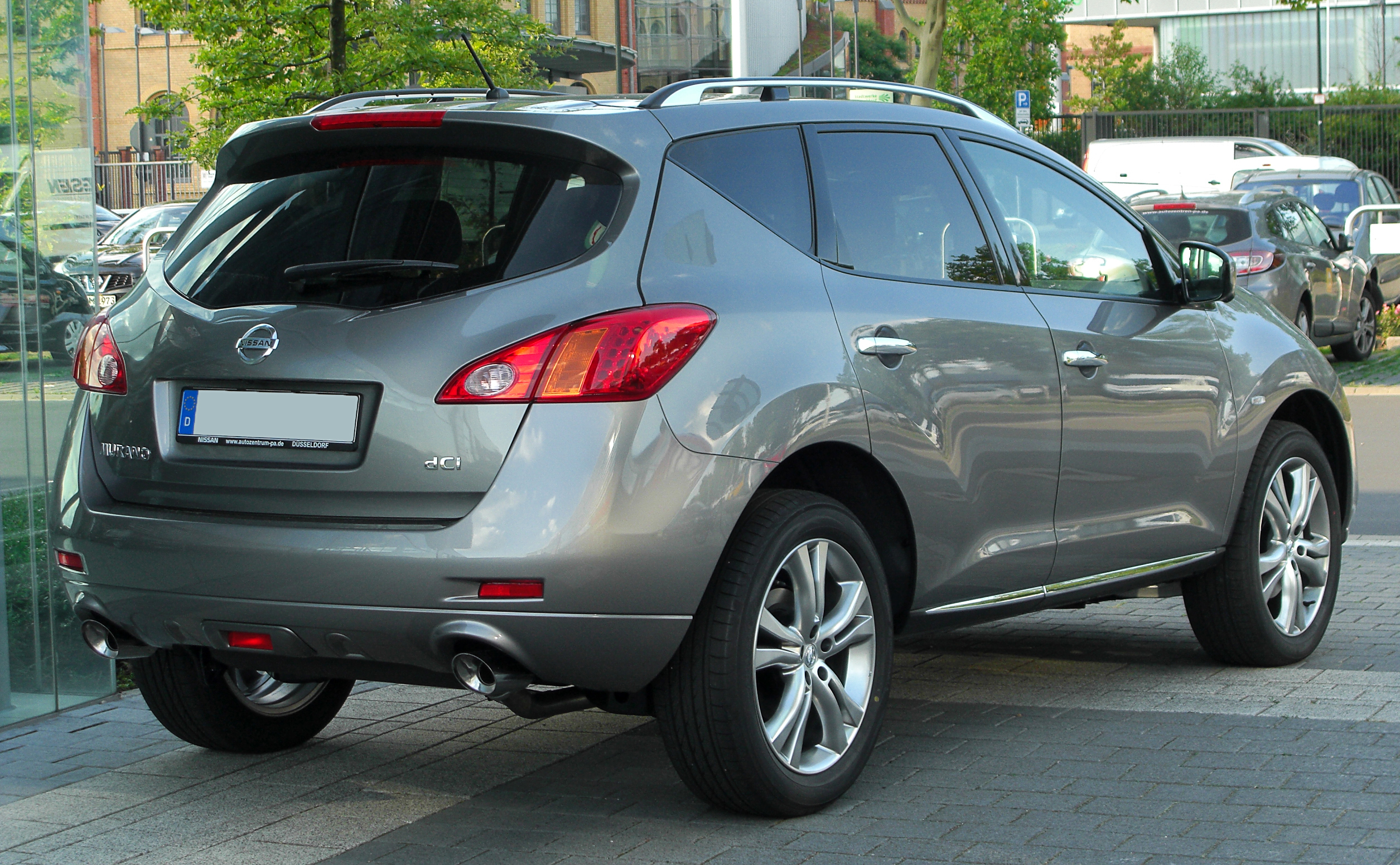
Nissan Murano II phase 2

Le Nissan Murano a subi un léger restylage en 2011. La grille et les phares sont les deux parties les plus affectées.

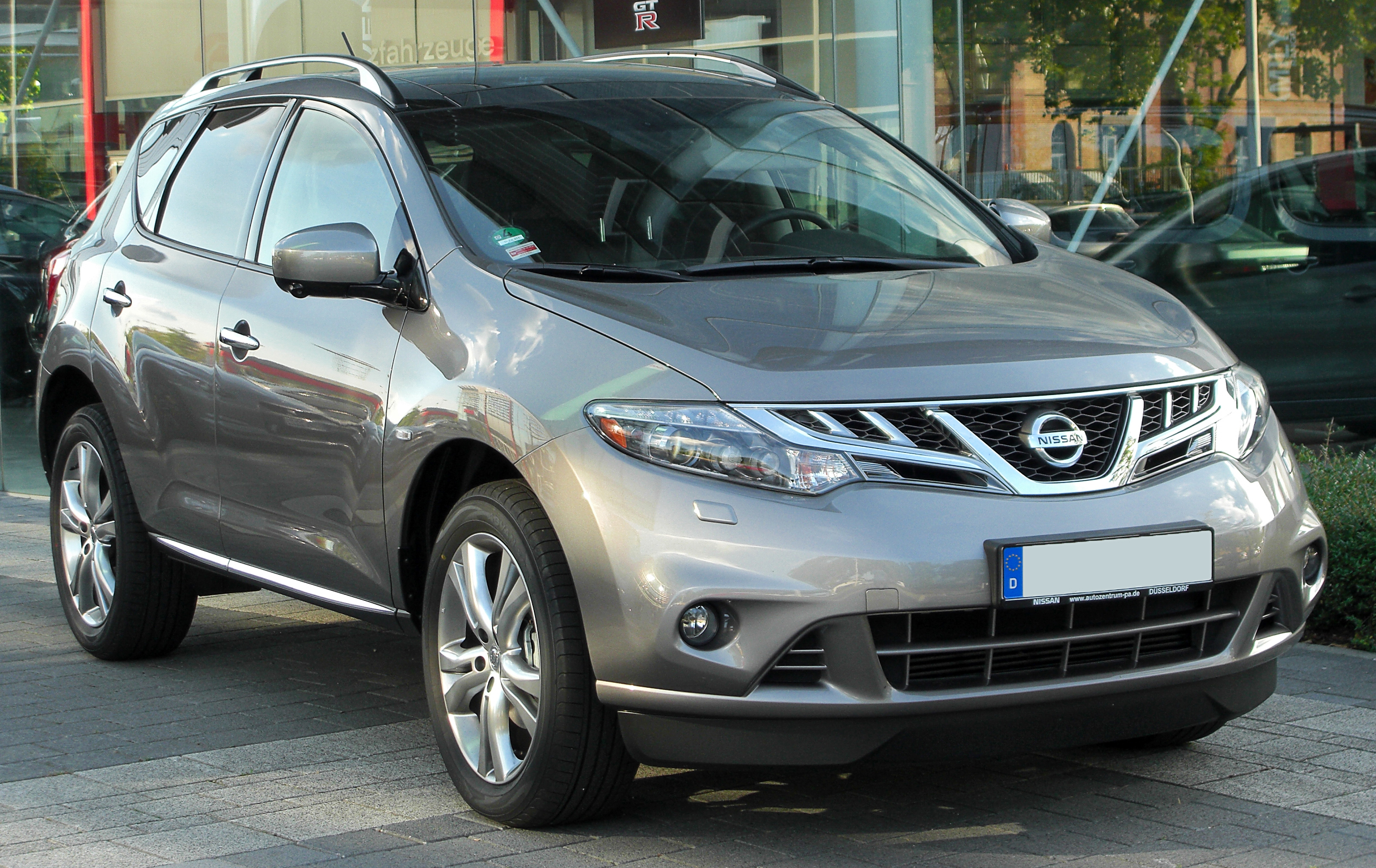
Nissan Murano II phase 2

## 3egénération(2014 - 2024)

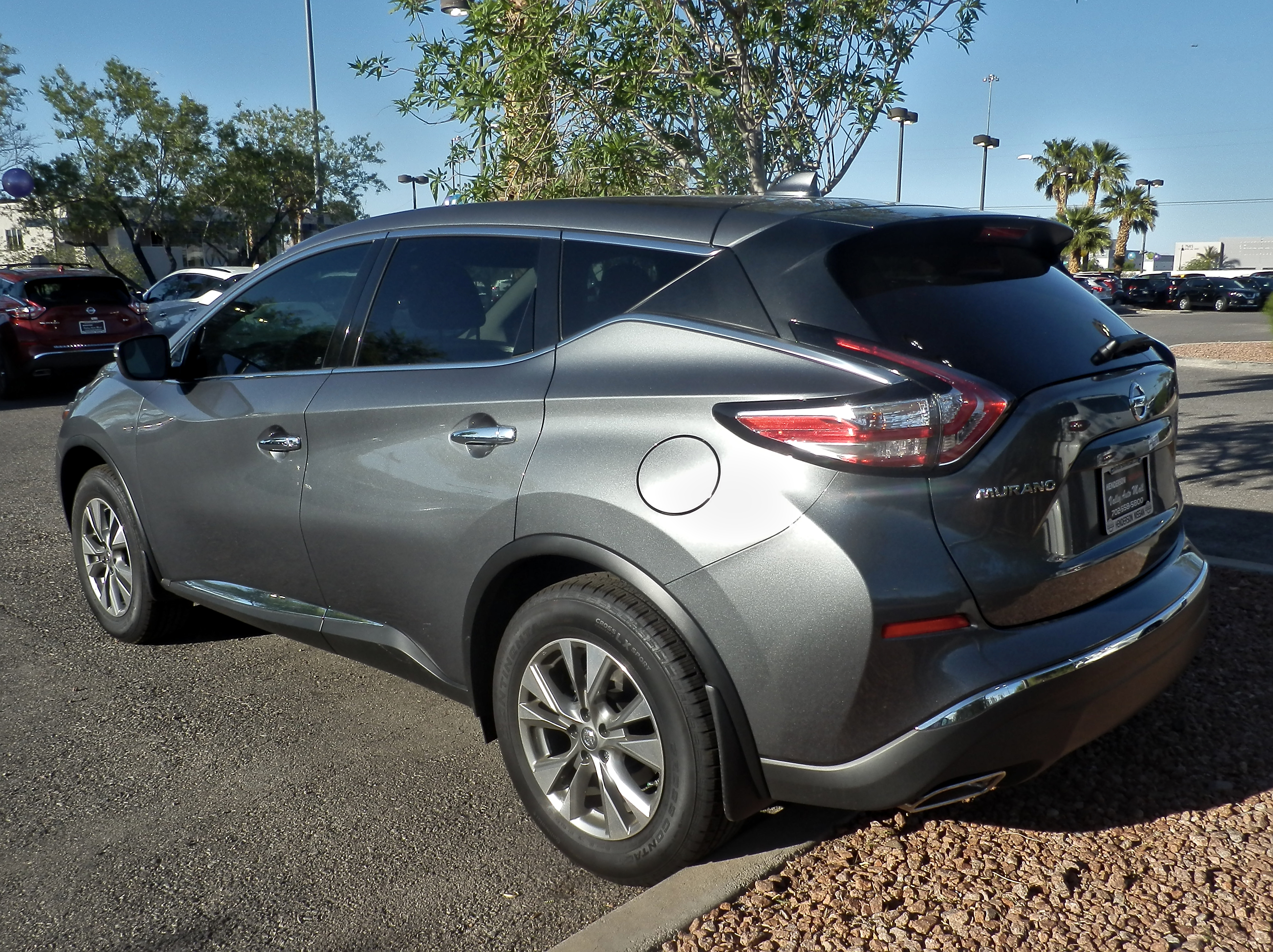
Vue arrière

La troisième génération du Nissan Murano est dévoilée au salon de l'automobile de New York le du 18 avril 2014. La production de série démarre en octobre 2014. C'est la première génération de Murano qui n'est pas commercialisée en Europe, en Australie, ni au Japon, cette troisième mouture se focalise sur les marchés nord-américain, chinois et russe.
Le modèle est conçu à La Jolla, en Californie.

## Ventes
| Année | États-Unis | Chine  | Europe, | Russie |
| ----- | ---------- | ------ | ------- | ------ |
| 2002  | 2,054      |        |         |        |
| 2003  | 56,075     |        | 87      |        |
| 2004  | 62,057     |        | 85      |        |
| 2005  | 74,454     |        | 8,288   |        |
| 2006  | 81,362     |        | 5,355   |        |
| 2007  | 76,358     |        | 2,551   |        |
| 2008  | 71,401     |        | 1,969   |        |
| 2009  | 52,546     |        | 1,710   |        |
| 2010  | 53,999     |        | 1,943   |        |
| 2011  | 53,626     | 858    | 3,108   |        |
| 2012  | 51,675     | 946    | 1,741   |        |
| 2013  | 44,684     | 377    | 1,164   |        |
| 2014  | 47,301     | 208    | 625     |        |
| 2015  | 62,907     | 12,421 | 603     | 1,535  |
| 2016  | 86,953     | 20,537 | 64      | 1,722  |
| 2017  | 76,732     | 25,473 | 2       | 2,851  |
| 2018  | 83,547     | 27,865 | 1       | 3,409  |
| 2019  | 68,361     | 23,547 |         | 3,367  |
| 2020  | 58,255     | 15,576 |         | 2,815  |
| 2021  | 46,117     | 12,082 |         |        |